# Batalla del Yi
La Batalla del Yi fue un conflicto bélico que se produjo el 6 de febrero de 1702 a orillas del Río Yí, en Sarandí del Yi, en el departamento de Durazno, Uruguay. En ella se enfrentaron el  ejército jesuítico-guaraní contra naciones indígenas coaligadas (Yaros, Bohanes, Charrúas) en donde el primero consiguió la victoria. El resultado arrojó 300 indígenas muertos y alrededor de 500 prisioneros entre mujeres y niños del lado de los vencidos.

## Desarrollo de la batalla
La Batalla del Yi no fue un combate convencional. Según la perspectiva desde la que se mire, puede considerarse que existió una escaramuza previa en donde se enfrentaron ambos bandos o que se trató de una masacre perpetrada traicioneramente por al menos una parte del ejército atacante. 

En territorio enemigo, una avanzada del bando conformado por Jesuitas, Guaraníes y Tapes dio con la posición de la parcialidad Charrúa, integrada por hombres de armas, mujeres y niños. Se entabló una refriega en la cual los charrúas resistieron.  Al amanecer del 6 de febrero de 1702, el ejército jesuítico-guaraní realizó una maniobra sorpresiva sobre el emplazamiento charrúa con el objetivo de quitarles la caballada. Esta acción resultó exitosa y obligó a los charrúas a una retirada en lo profundo del monte.

El enviado de Buenos Aires, Francisco Monzón, consiguió la rendición de la comunidad charrúa. Primero se entregó un contingente de 200 combatientes, que desarmados marcharon hacia el campamento contrario en donde fueron pasados a degüello. El resto de los rendidos marchaba también hacia allí y cuando escucharon el griterío que se producía por la masacre, rompieron en retirada pero fueron ultimados por los soldados que los escoltaban. La misma suerte corrió el mediador Monzón, quien resultó muerto en forma sospechosa. Finalmente, las mujeres y los niños sobrevivientes (cerca de 500 personas), fueron tomados prisioneros y enviados a las reducciones jesuitas.

## Contexto internacional
En este período de Europa, fueron continuas las guerras entre los diversos reinos, por ejemplo la guerra entre los holandeses y portugueses en el siglo XVII, que llevó a una migración de personas “blancas” hacia los territorios del virreinato en busca de tierras cultivables para la supervivencia.

Además de la llegada continua de inmigración europea a diversas regiones de América, comienza una llegada masiva de esclavos africanos, “capturados” y “deportados” por diversas compañías que obtenían licencias de las coronas, estas empresas eran mismo de orígenes españoles o portugueses, como también de otras nacionalidades.

Es importante comprender que la Inquisición española llegó a las tierras americanas, al mismo tiempo que los primeros colonos. Muchos eran de origen judío, y escapaban de la persecución que se daba en Europa tanto en los reinos de Portugal como de España. Pero se ha constatado que más bien llegaban a los puertos comerciantes, marineros o soldados que en la mayoría de los casos aceptaban convertirse al catolicismo.

A partir de la recuperación de su independencia en 1640, Portugal se propuso delimitar su patrimonio territorial en América y trazó planes para establecer una fortaleza en las inmediaciones de Buenos Aires. Aparentemente, el objetivo estratégico portugués era el de poblar las márgenes del Río de la Plata para afirmar y mejorar el contrabando en Buenos Aires, estimulada por Gran Bretaña, que protegía al reino de Portugal y que, además, deseaba disponer de un puerto amigo para alimentar el comercio clandestino con Perú, la corona portuguesa animaba ambiciones en lo que consideraba tierra portuguesa en el Plata. Los portugueses fundaron la Colonia del Sacramento, en la margen oriental del Plata, en 1680. La situación portuguesa presentaba dificultades para hacerse de recursos porque el área de influencia geográfica, en la región del Río de la Plata, estaba reducida al enclave de Colonia y a sus alrededores, aunque lograron adaptarse a esta situación mediante alianzas con las comunidades nativas. En forma similar a la guerra entre ingleses y franceses en Norteamérica, los españoles y portugueses se valieron de tropas indígenas en sus ejércitos y buscaron alianzas con pueblos guerreros para utilizarlos como comandos.

Aunque estaba prohibido por el sistema monopólico impuesto por la corona española, es sabido que la mayor parte de las autoridades en el Río de la Plata protegían el tráfico clandestino. Asociadas con los portugueses, permitían la entrada de mercaderías y esclavos negros, que dieron gran impulso a las actividades de la ciudad de Buenos Aires y su área de influencia. La vida del puerto dependía del tráfico clandestino.

En un contexto de guerra de sucesión y de alianzas internacionales en Europa, la corona española designó nuevo gobernador de Buenos Aires, y respecto de la jurisdicción de la Colonia del Sacramento le notificó que solo correspondía a Portugal el territorio reconocido en el Tratado Provisional de 1681Provisional de Lisboa del 7 de mayo de 1681 Tratado Provisional de Lisboa (enlace roto disponible en Internet Archive; véase el historial, la primera versión y la última)..

## Interpretaciones
La comprensión de la Batalla del Yi no es posible como un acontecimiento fáctico independiente de los actores sociales y las interpretaciones que ellos promovieron, por lo tanto es necesario comprender las distintas visiones para conocer un conflicto entre los actores sociales que tenían intereses diversos, que a veces lograban generar alianzas y otras se enfrentaban tanto de forma pacífica como a través de la violencia.

### Visión Jesuita
En la visión jesuita se puede ver la postura de una guerra contra los llamados “infieles” como un modo defensivo contra los ataques de grupos indígenas. Debido a que los jesuitas tenían el dominio de la palabra escrita, esta visión se encuentra documentada en diversas fuentes primarias, siendo en su mayoría cartas, tanto de Padres de las compañías como de Obispos de las gobernaciones. En una carta de Anton Sepp  aparecen tres factores claves de la visión jesuita. Por un lado, el dominio que los guaraníes y jesuitas pretendìan sobre la Banda Oriental y los ganados que pastaban allí. 
En segundo lugar, los indios “salvajes” eran vistos como bestias que herían y guerreaban sin ningún sentido a los cristianos, quienes en cambio solo querían salvarlos mediante la Fe.  En tercer lugar, la voluntad propia de ciertos paganos de ser convertidos al cristianismo, en pos de dos cosas: por un lado, salvación; por el otro, cese a la guerra.
```
  Según Diego Bracco “los jesuitas actuaron sosteniendo a toda costa la autonomía de su proyecto, y defendiendo con la cruz y la espada el reino de Dios en la tierra que procuraban construir”
[
2
]
```

Es decir, los jesuitas al momento de la colonización tenían en claro su objetivo: transformar “infieles” al cristianismo en favor del propio proyecto religioso.

### Visión académica actual
La visión académica actual puede denominarse etnográfica o de la diversidad étnica. Efectivamente, a partir de las fuentes primarias de la época, el foco de análisis está en poder “reconocer” y “conocer” a los actores sociales indígenas que tuvieron parte en los conflictos, y de ser posible, quienes, no formando parte de estos, habitaban igualmente ese “territorio de frontera”: ¿Quiénes eran? ¿Cómo se llamaban a sí mismos? ¿Cuántas “naciones” había exactamente? ¿Es correcta la toponimia usada por los jesuitas o los españoles en sus cartas? Se trata de buscar la identidad de las poblaciones indígenas, ocultadas bajo el dogma de la superioridad europeo-cristiana y la inferioridad indio-pagana que caracterizan los documentos disponibles.

Las fuentes presentan numerosas y complejas contradicciones en cuanto a las sociedades indígenas. Principalmente, se distinguen dos sesgos: uno de ellos tiene que ver con el “espacio de navegación”, ya que los primeros grupos nativos en conocerse y nombrarse fueron aquellos más cercanos a las costas de los ríos Paraná y Uruguay, y por supuesto en torno al Río de la Plata; el otro se vincula con la alteración del espacio generada por la “intrusión” en él de los europeos, quienes describieron un territorio y una población que desde el mismo momento de su llegada ya no estaba exenta de transformaciones, causadas sobre todo por enfermedades y migraciones.

Así pues, el primer problema al abordar el material documental es, 
en palabras de Diego Bracco, “el error derivado de sobredimensionar el papel de la ‘nación’ Charrúa”. 

Esta etnia aparece mencionada en la mayoría de los casos como la principal y más numerosa, además de ser la que encabeza las rebeliones y las luchas contra las Reducciones. No obstante, son los Charrúas quienes (después de los Guaraníes, población que por su rápida conversión al cristianismo es conocida sin mayores dificultades), tenían mejores relaciones con los españoles de Buenos Aires.  
¿Se puede hablar, entonces, de “nación Charrúa” o, como en algunas cartas, de “parcialidades”? No resultan tan carentes de significado, desde esta perspectiva, las denominaciones de “indios amigos” o “indios enemigos” que aparecen en las fuentes.

El segundo problema está dado por la escasa información etnográfica sobre otras entidades indígenas, a excepción de su nombre: yaros, bohanes, valomares, mbojas, mbatidas, matidanes, tapes, etc. ¿Con qué criterios los Jesuitas pusieron nombres a estas “naciones? Se plantea la cuestión del silencio que nos han dejado los propios nativos sobre ellos mismos. Por parte de los Jesuitas, todos ellos representan simplemente “los infieles” a quienes había que convertir o combatir.

Un tercer problema es identificar los propios conflictos interétnicos; es decir, las guerras entre los mismos indígenas. Del lado de la Compañía de Jesús estaban los Guaraníes, con quienes tenían choques periódicos los Charrúas. Pero los documentos también nos hablan de los Guenoas o Minuanes: en algunos casos como enemigos de los Charrúas; en otros, como aliados de estos.

Los intereses de los colonizadores interfirieron en el registro de las distintas etnias que habitaban los territorios de las actuales provincias de Entre Ríos y Corrientes, Uruguay y parte del sur de Brasil. Muchas pudieron desaparecer antes incluso de entrar en contacto directo con ellos. Otras fueron llamadas según si eran rebeldes o aliados, y no hay razón para dudar de que algunas quedaran inmersas dentro de grupos más grandes o más conocidos. La tarea de devolverles, al menos, sus identidades (sino sus voces) requiere de estudios más profundos de las fuentes, y nuevas líneas de interpretación.

### Visión Antijesuita
La visión antijesuita trata de apoyarse en los documentos olvidados por la mirada oficial con el objetivo de poner en tela de juicio la mansedumbre jesuítica-guaraní. Es decir, de romper -desde otro aspecto- el maniqueísmo impulsado durante muchos años por la historiografía tradicional que describe a unos (los jesuitas) como los buenos o civilizados y a los otros (los indígenas) como los bárbaros guerreros/usureros/invasores/incivilizados.

Dentro de la visión antijesuita, se destaca la tarea de Manuel Ricardo Trelles (1821-1893)  fundador del Archivo General de la Nación (Argentina), quien realizó una tarea de recuperación y organización de los documentos de la época colonial. En su Revista de la Biblioteca Pública de Buenos Aires (Tomo II) publicada en 1880 incluye el capítulo “Una degollación de charrúas” en la que plasma un documento que narra la reacción de oficiales de Corrientes que son llamados como apoyo para luchar contra los charrúas. A través de este capítulo se vislumbra la acción autónoma de los Jesuitas quienes sorprenden a su entorno llevando a cabo esta batalla (y otras), para muchos, eludible teniendo en cuenta que los nativos para esa fecha habían declarado su rendición con el objetivo de dialogar y llegar a un acuerdo. 

Así pues, ampliando el corpus de fuentes para la investigación, esta perspectiva historiográfica nos ofrece un punto de vista diferente que rompe con la barbarización mítica de los infieles y pone en evidencia la violencia destructiva del cristianismo profesado por los Jesuitas.

### Visión marxista
La perspectiva marxista se separa también de la Jesuita pero respecto de los motivos que impulsaron la guerra contra las “naciones infieles”, distanciada de los argumentos religiosos esgrimidos por ellos para justificar la matanza cometida sobre los “indios enemigos”. Siguiendo el trabajo de Diego Bracco, existió algo más detrás de los fines evangelizadores y civilizatorios de la Compañía de Jesús; de la misma manera, no era únicamente (o, quizás, exactamente) una “ferviente oposición a la Fe Cristiana”  lo que movió a los pueblos indígenas a “iniciar una guerra contra las Reducciones”. El problema era mucho más sencillo y, a la vez, mucho más complejo: el usufructo del territorio y de sus recursos. Ya en un documento de la época, un indio interrogado por un Padre afirma que “los infieles le respondieron que ellos no se habían de ir y que habían de hacer lo que quisieran porque aquellas tierras eran suyas y no del padre ni de sus Indios...”

Sabemos que la economía de las Misiones se basaba principalmente en el ganado trashumante, que pastaba en “territorio infiel”. Según Bracco, las acusaciones contra los indígenas para justificar las campañas punitivas evidenciaban la necesidad por parte de los Jesuitas de lograr un dominio directo del espacio y el ganado.

En cuanto a los grupos indígenas que atacaban las Reducciones y que robaban el ganado y los caballos, los impulsaba no solo la idea y necesidad de recuperación de sus tierras, sino además los beneficios que lograban con el intercambio de estos bienes con los portugueses de Colonia, en la costa del Río de la Plata.

Así pues, es esta visión la que propone la pugna por los recursos (tierras, ganado, acceso a rutas comerciales, etc) como cuestión central siendo la misma desencadenante de la enemistad entre las partes.

### Perspectivas indígenas en los estudios académicos actuales
Los indígenas denominados charrúas o “infieles” no eran un solo grupo sino que estaba conformado por diversas etnias. Estas perspectivas se preguntan por las formas de resistencia y encuentran en estos casos que estos indígenas no tenían intenciones de formar parte de los imperios coloniales, porque para ellos esos eran sus territorios y ellos hacían uso de los recursos disponibles con los cuales comerciaban. Incluso se ha visto que los charrúas podían establecer alianzas tanto con los españoles como con los portugueses para mantener su estilo de vida nómada y los recursos económicos que necesitaban.

Si para la cosmovisión europeo-cristiana el derecho de la posesión del territorio era eminente, para los indios era su espacio de traslado y expansión de su nomadismo. Estos no fueron fácilmente dominados por los españoles quienes se encontraron más vulnerables por ser agricultores sedentarios con sus aldeas establecidas. Asimismo los guaraníes no pudieron huir a los montes, ya que su vida estaba atada a la tierra, a sus tekoá.

En relación con las perspectivas indígenas se pueden observar las alianzas que tejieron con los diversos actores sociales

### Alianzas y conflictos con las misiones
Es necesario considerar los antecedentes tanto pacíficos como hostiles entre los Charrúas y las misiones Jesuíticas. El avance de las Misiones sobre territorio controlado por las naciones charrúas, trajo aparejado conflictos armados no frecuentes pero que determinaron la visión de los cristianos sobre los charrúas. Estos indios acostumbrados a subsistir con el modo de vida nómade, realizaban incursiones predatorias de los recursos económicos de subsistencia, como ganado vacuno o caballos que utilizaban para el intercambio con los portugueses. Eran asaltos violentos con quema de chozas, iglesias, profanación de altares etc., en los cuales manifestaban su rechazo a la evangelización.
Sin embargo y contra lo que refleja la historiografía oficial, algunas parcialidades guenoas -minuanos también practicaban formas de reciprocidad con las misiones jesuíticas. Teniendo en cuenta diversas fuentes se observan la cercanía de estas “naciones” con el ámbito español y el tipo de relaciones que se entablaban: "Tal predominio guenoa explica las razones que obligaban a los jesuitas a llevar abundante tributo en yerba, tabaco y ponchos durante la recogida anual de vacas realizada en el interior del territorio’’.

### Alianzas con los lusitanos
Las fuentes primarias insisten en la ocupación de la “nación” charrúa en la región que comprende el Río Paraná y el Río Uruguay, estos son denominados peyorativamente como indios “infieles” por su perseverante rechazo al adoctrinamiento por parte de los jesuitas. Estos indios charrúas eran nómades que como parte de un ámbito ecológico más específico entre el Río Uruguay, el sur de las misiones jesuíticas y el oeste de la Laguna de los Patos compartían ese espacio con otras parcialidades: mohanes, guenoa-minuanos, yaros (no convertidos del área de Yapeyú), mbojas, mbatidas, bohanes. La expansión por parte de la corona portuguesa y la fundación de Colonia del Sacramento supuso fuertes cambios para la economía charrúa y guenoa-minuana.

Los intercambios pacíficos y amistosos se establecían mediante la proveeduría de ganado por parte de los guenoa-minuanos a los lusitanos así, como también, el intercambio de regalos y dádivas entre caciques indios y capitanes lusitanos. Por consiguiente las autoridades españolas en Buenos Aires temían que esas alianzas derivaran en una unión entre las naciones “infieles” para apoyar a los portugueses. En ese contexto de comienzos del Siglo XVIII con el avance de los portugueses se intensifican las rivalidades existentes entre charrúas y guenoas–minuanos. 
```
“Cabe aclarar que estas rivalidades étnicas entre guaraníes y distintas etnias nómadas datan de un período anterior de la llegada de los colonizadores. Entre los charrúas y los guenoas-minuanes había un estado de guerra permanente, con exterminio de prisioneros. Las guerras las hacían por “robarse unos a otros sus caballos y mujeres”.
[
2
]
```

Aquellos guenoas-minuanos fueron quienes estuvieron del lado del ejército jesuítico-guaraní en el “albazo” de la batalla a los márgenes del río Yí. Es posible adelantar que los charrúas se quedaron insertos entre un juego de estrategias políticas-militares de parte de los españoles y lusitanos y sus rivales guenoas.

### Alianzas con los españoles
Esta zona fronteriza se destacó por tener una dinámica compleja que se manifestó en varios frentes. Durante casi dos siglos, (XVII y XVIII), el miedo permanente de Buenos Aires se muestra a través de sus estructuras de defensa frente al avance portugués y los sucesivos asaltos a las misiones jesuitas como método de revuelta por parte de los indios ‘’infieles’’. Las milicias guaraníes sirvieron como un potencial método defensivo. Se crearon en respuesta al avance lusitano, en defensa de la tierra conquistadas y a la expansión hacia territorios no dominados. Ante el terror y la preocupación existentes, las misiones jesuíticas fueron las que trataron de convencer a las autoridades de batallar contra los ‘’infieles’’. A pesar de las sucesivas quejas y acusaciones, el gobierno de Buenos Aires se mostraba tibio o inoperante. El inconveniente que les suscitaba este pedido a las autoridades españolas y les hacía retacear la ayuda solicitada por las misiones, era su alianza táctica con los indios infieles del otro lado del Río de la Plata, ya que los mismos les servían para enfrentar el avance portugueses en el territorio. 

El miedo de un posible ataque portugués acrecentaba al igual que la comunicación entre bandeirantes e indios ‘’infieles’’ que protegían sus recursos. Según explica Diego Bracco, un oficial informante de las autoridades de Buenos Aires aseguró haber visto cómo los charrúas le vendían los caballos robados de los guaraníes a los portugueses y que además se reunían frecuentemente para hacer alianzas. Así es como Buenos Aires comenzó a preocuparse e involucrarse más con los soldados guaraníes, brindándoles armamentos para la defensa de los intereses de la Corona.

## Usos de la información
Un aspecto a tener en cuenta, durante los meses previos al conflicto, fue el uso que se le dio a la información y cómo se utilizaron los canales de comunicación en beneficio de cada uno de los actores intervinientes. A través de especulaciones y ardides comunicacionales, se procuró inclinar la balanza hacia el lado que contenía los fundamentos para iniciar acciones bélicas. Con este fin, los superiores de la orden jesuita manejaron de manera eficaz la comunicación con el gobernador de Buenos Aires don Manuel Prado Maldonado. A principios del año 1701, por medio del padre Juan Bautista Zea, le envían a aquel una misiva en la cual le informaban de una potencial alianza entre los indígenas coaligados y los portugueses “todas estas naciones aquí referidas tienen frecuente comunicación con los Portugueses de S. Gabriel a quienes continuamente están llevando y vendiendo caballos, que se los pagan, y a buen precio en Ropa, cuchillos, alfanjes, desjarretaderas, lanzas y otras muchas chucherías". 
y de cómo los indígenas “están al día de hoy muy insolentes, y atrevidos, y tanto que con notable osadía se han apoderado de una de las más principales estancias que tiene el pueblo de Yapeyú”. 

De este modo procuraban colocar al gobernador de Buenos Aires en sintonía con sus propios intereses y conducirlo a tomar una decisión “contra indígenas cuya buena correspondencia generalmente le resultaba beneficiosa”,
y buscando acelerar sus planes, en el invierno de 1701, enviaron noticias por medio de un indio llamado Lucas que fue interrogado por Prado Maldonado y confirmó la información remitida previamente por las autoridades jesuitas. Diego Bracco a este respecto concluye que “en tal caso es razonable conjeturar que Lucas debía contar con toda la confianza de los padres, tanto por su habilidad para burlar los enemigos que acechaban su desplazamiento fluvial, como para reflejar fielmente la perspectiva jesuítica frente a las autoridades de Buenos Aires”.

Paralelamente, el gobernador de Colonia Veiga Cabral entendía que "Un alzamiento indígena en la región parecía convenir a los portugueses al menos en dos aspectos. Por un lado, impidiendo las tareas de inspección españolas a sus faenas ganaderas. Y por otro, sirviendo de distracción mientras procedían a asentarse en otros puntos del Plata".
Fue por ello que mantuvo comunicaciones cruzadas con los protagonistas del conflicto en ciernes, desarrollando "una política dirigida a ganar el favor de todos y así convertirse en el árbitro de la cuestión".

Ante este escenario Prado Maldonado se vio envuelto en una danza que otros le proponían y se dispuso a participar de ella. Presionado por la sociedad jesuítica por un lado, atento a sus obligaciones con la corona española y sin perder de vista los movimientos portugueses en la región, inició acciones tendientes a confundir al gobernador de Colonia intentando mantenerlo circunscripto a ese enclave. Finalmente buscó conservar el equilibrio enviando a Francisco Monzón a parlamentar con las comunidades indígenas enemigas para iniciar negociaciones de paz. 

Es difícil precisar lo que sucedió entonces, lo cierto es que el emisario de Buenos Aires fue muerto en circunstancias poco claras y las explicaciones dadas, tiempo después de lo ocurrido, por testigos y autoridades resultan unas veces confusas y en otras contradictorias. 
A partir de la documentación, para Bracco "parece razonable establecer tres hipótesis:

-Monzón fue muerto cuando intentaba impedir la ejecución de los que se habían entregando aceptando su palabra de paz. 

-Monzón fue asesinado por su carácter de "testigo molesto” del pleno incumplimiento de las órdenes de Prado Maldonado.

-Monzón fue muerto en algún incidente que escapó al control de los padres y luego se procuró justificar lo ocurrido."

La tergiversación de la información ocupó un papel preponderante durante el desarrollo de este conflicto; queda claro que determinados actores sociales se valieron de esta artimaña para justificar sus acciones conduciendo a otros a transitar la misma senda. Dicho de otro modo, la articulación de estas prácticas comunicacionales, en algunos casos de manera deliberada y en otros en forma reactiva, tuvieron efectos decisivos en el camino hacia la resolución del conflicto.

## Robo de mujeres - desestructuración
Tras la batalla del Yi, más de 500 mujeres y niños charrúas fueron hechos prisioneros por parte del ejército jesuítico-guaraní y repartidos en diversas misiones para ser utilizadas en los “coatiguaçu”.
 

De este modo los jesuitas cumplieron con el doble propósito de asimilar forzosamente el valioso capital reproductivo que suponían las mujeres para sus reducciones al tiempo que provocaron la desestructuración demográfica de las comunidades charrúas.

La captura y selección de estos rehenes como botín de guerra si bien no constituye una novedad, adquiere, a partir de la visión que los jesuitas tenían de los indios “infieles” en tanto “irrecuperables” y por lo tanto no posibles de asimilar ni evangelizar, un carácter sistemático. Utilizado hasta la extinción de dichas comunidades ha constituido uno de los factores determinantes de la misma. La batalla del Yi, es posiblemente un hecho de quiebre en el robo de mujeres, pues se presenta como el primer antecedente de un rapto de tal envergadura, no habiendo incluso luego un hecho que tome alcance tales dimensiones, al menos dentro de un mismo contexto.

Resumiendo se puede apreciar que los objetivos fundamentales del conflicto eran resolver tres problemáticas, o en principio, intentar apacigüarlas:

Incursiones charrúas en territorio guaraní.

Incursiones portuguesas en territorio español.

Necesidad de integrar a las mujeres “infieles” a la vida jesuita.

## Lugar de memoria
El 6 de febrero se conmemora el aniversario de la Batalla del Yi en Sarandí del Yi, Uruguay, debido a que se considera "el mayor genocidio sufrido por la nación charrúa”. Este hecho histórico es poco conocido. Mantener la memoria de estos hechos colabora a la ampliación de derechos para todos.